# Пентародийэрбий
Пентародийэрбий — бинарное неорганическое соединение
эрбия и родия
с формулой ErRh5,
серые кристаллы.

## Получение
- Спекание стехиометрических количеств чистых веществ:

{\displaystyle {\mathsf {Er+5Rh\ {\xrightarrow {1750^{o}C}}\ ErRh_{5}}}}

## Физические свойства
Пентародийэрбий образует кристаллы
гексагональной сингонии,

параметры ячейки a = 0,5118  нм, c = 0,4292 нм, Z = 1,
структура типа пентацинккальция CaZn5
(или пентамедькальция CaCu5)
.
Соединение конгруэнтно плавится при температуре ≈1750°С
.